# 刘绶
劉綬（1世纪？—59年），東漢公主，光武帝劉秀之五女。
建武二十一年（45年），汉光武帝冊封她为酈邑公主，嫁给新陽侯陰就的世子陰豐（阴丽华之姪）。公主驕横嫉妒，永平二年（59年），阴丰谋害郦邑公主，陰豐因此遭漢明帝誅殺，新陽侯夫婦因此自殺。